# Nematoproctus
Nematoproctus is een vliegengeslacht uit de familie van de slankpootvliegen (Dolichopodidae).

## Soorten
- N. cylindricus (Van Duzee, 1924)
- N. distendens (Meigen, 1824)
- N. flavicoxa Van Duzee, 1930
- N. jucundus Van Duzee, 1927
- N. longifilus Loew, 1857
- N. metallicus Van Duzee, 1930
- N. praesectus Loew, 1869
- N. terminalis (Van Duzee, 1914)
- N. varicoxa Van Duzee, 1930
- N. venustus Melander, 1900